# 斯威夫頓 (阿肯色州)
斯威夫頓（英語：Swifton）是一個位於美國阿肯色州傑克遜縣的城市。

## 地理
斯威夫頓的座標為35°49′27″N 91°07′44″W / 35.82417°N 91.12889°W，而該地的平均海拔高度為76公尺。

## 人口
根據2020年美國人口普查的數據，斯威夫頓的面積為1.40平方千米，皆為陸地。當地共有人口733人，而人口密度為每平方千米523人。